# Viking Air 415

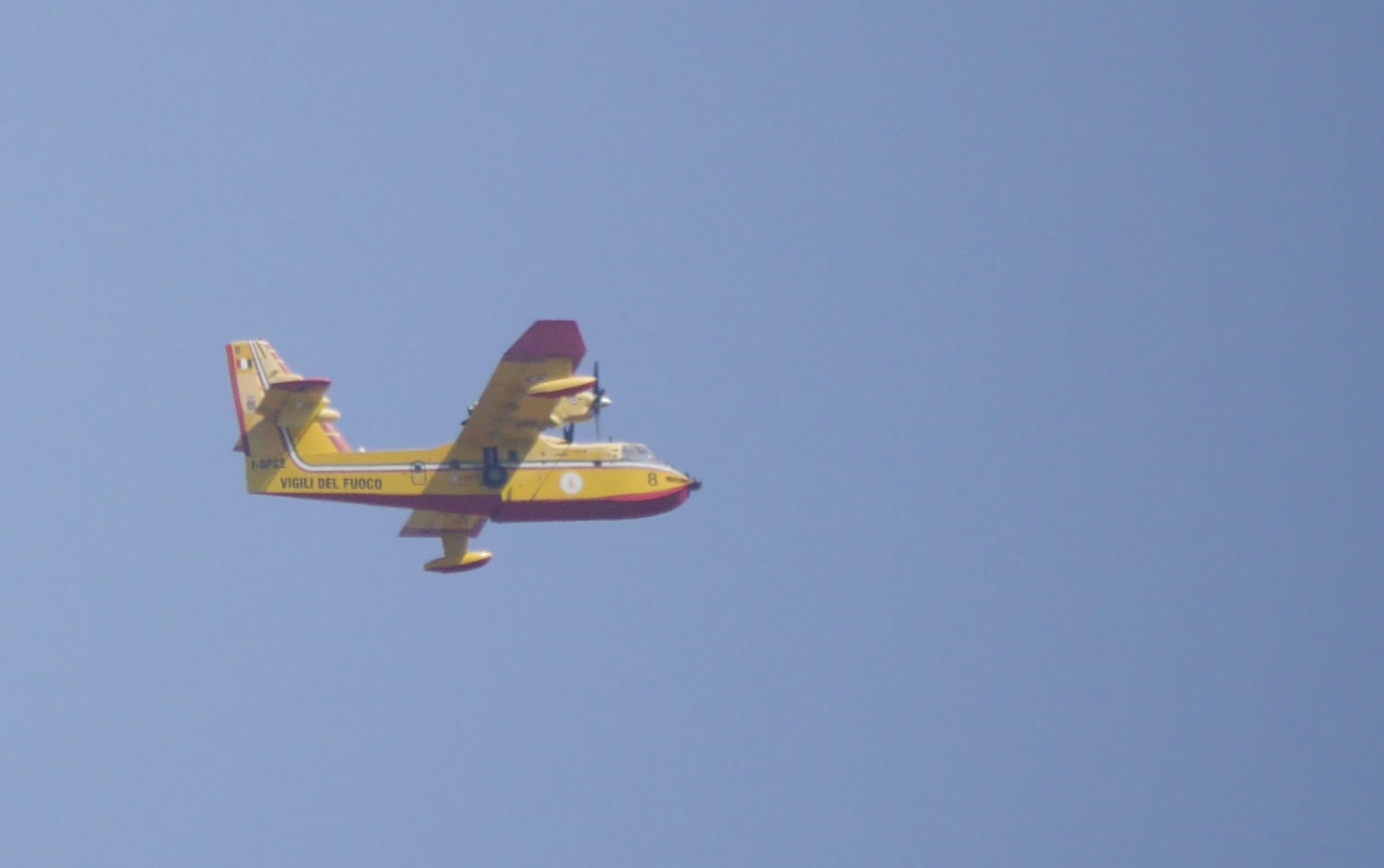
Un Bombardier 415 del Corpo nazionale dei vigili del fuoco.

Il Viking Air 415, precedentemente conosciuto come Canadair CL-415 e Bombardier 415 (codice costruttore CL215-6B11, codice ICAO CL2T), è un aereo anfibio bimotore turboelica ad ala alta, con incarichi multimissione ad uso militare e/o civile, prodotto inizialmente dall'azienda canadese Canadair, poi dalla Bombardier Aerospace dagli anni novanta e infine dalla Viking Air Limited a partire dal 2016.
Nella sua configurazione primaria è concepito per la lotta aerea antincendio, con la possibilità di operare efficientemente in regioni densamente forestate e ricche di specchi d'acqua. La versione multi-ruolo opera anche per pattugliamento marittimo e ricerca e soccorso (SAR).

## Storia del progetto

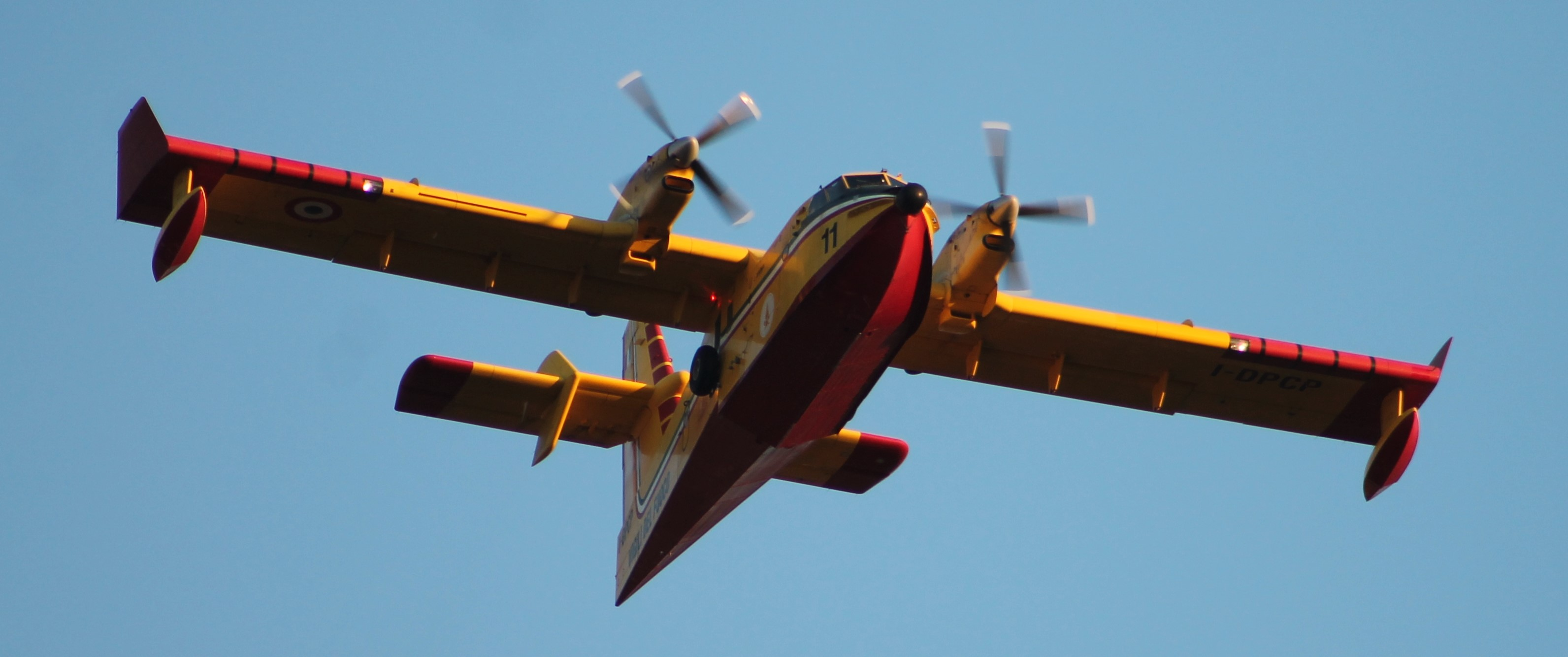
Bombardier CL-415 numero 11 dei vigili del fuoco fotografato in volo nei pressi di Napoli durante agosto 2016.

Il CL-415 venne sviluppato dall'allora Canadair per rispondere all'esigenza di dotare la gamma di una versione più potente del precedente CL-215, adottando una nuova motorizzazione turboelica di produzione nazionale, due Pratt & Whitney Canada PW123AF capaci di 2.380 shp (1 775 kW) accoppiati ad eliche quadripala Hamilton Standard 14SF-19 a passo variabile del diametro di 3,97 m. Il prototipo venne portato in volo per la prima volta nel dicembre 1993 e, ottenuta la certificazione, avviato alla produzione in serie. La prima consegna operativa è avvenuta nel novembre 1994.

## Tecnica

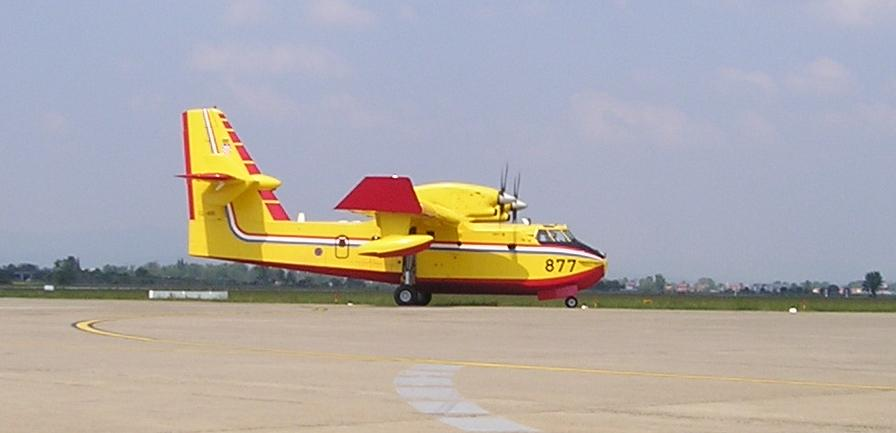
Un CL-415 sulla pista dell'aeroporto di Zagabria-Pleso.

Il velivolo è dotato di una avionica aggiornata rispetto a quella del suo predecessore ed aggiunte aerodinamiche all'estremità delle ali (winglet) e sui piani di coda (finlet) già presenti sul 215T. Il 415 è caratterizzato anche da un maggior peso operativo: vuoto 12 333 kg, massimo al decollo da terra 19 890 kg, massimo al decollo dall'acqua 17 168 kg, per la versione antincendio.
Per l'atterraggio su pista, il velivolo è dotato di un carrello triciclo anteriore, le cui ruote laterali non rientrano nella fusoliera, diversamente dal ruotino anteriore, ma rimangono sporgenti sotto le ali. Sull'acqua, il 415 ammara grazie al suo scafo centrale interamente metallico supportato da due galleggianti equilibratori fissati ai piloni, posti quasi in prossimità delle estremità alari.
La versione multi-ruolo è dotata di sensori di missione, come radar di sorveglianza, FLIR (Forward looking infrared, cioè "sensore ad infrarosso orientato in avanti") e SLAR (side looking airborne radar, radar aeroportato a scansione laterale), che gli permettono di operare in condizioni di scarsa visibilità o anche di notte, e di una sofisticata attrezzatura di comunicazione.

## Versioni
- CL-515: è una versione migliorata e adattata a svolgere una più ampia gamma di operazioni, che comprendono, oltre alla lotta aerea antincendio, anche il pattugliamento marittimo, il monitoraggio ambientale, il controllo degli insetti e il rilevamento di fuoriuscite di petrolio. Presenta una capacità del serbatoio aumentata a 7000 l, con possibilità di venire riempito in 14 s, conferendo un'efficienza superiore del 15%. Dispone poi di una suite avionica digitalizzata, una porta cargo più grande per intervenire in caso di catastrofi naturali, interni predisposti per evacuazioni mediche e delle capacità di carico incrementate.[3] Il cliente di lancio del CL-515 è stata nel 2019 l'Indonesia, che ne ha acquistati 6 insieme a 1 CL-415 EAF.[4]

## Impiego operativo
Con un incremento del 15% di potenza rispetto al suo predecessore, il velivolo è sempre in grado di risucchiare dall'acqua il suo carico in appena 12 secondi, ma ha una maggiore velocità di crociera ed un maggior controllo. Su ogni lato della fusoliera è installata una presa d'acqua per riempire il velivolo a terra.
Quando il velivolo passa "a volo radente" è in grado di riempire i serbatoi in circa 410 metri (1.350 ft) a condizione che vi sia una profondità minima di 1,4 metri. Nella missione tipo, il 415 è in grado di rimanere in volo per 3 ore, sganciando 9 carichi d'acqua e rifornendosi da una fonte distante 10 km. L'acqua caricata può essere mescolata con la schiuma contenuta negli speciali serbatoi posti sotto le due file di sedili ripiegabili.
Essendo anfibio, può operare da piste terrestri o dalla superficie acquea; questo lo rende particolarmente idoneo nel ruolo SAR, tanto più che i moderni elicotteri SAR, come l'HH-60J, non sono in grado di ammarare per il recupero, ma si affidano esclusivamente al verricello.
È sempre più diffuso nel mondo tra gli operatori che hanno sostituito la loro flotta di CL-215; i 415 sono ben presenti in Italia, in Francia, Canada, Portogallo, Spagna e in svariati altri Paesi. In Italia, con le insegne dei Vigili del Fuoco, è operativa la flotta civile più cospicua del mondo, 19 velivoli (a gennaio 2010) operati da Babcock Mission Critical Services Italia.
Secondo dati forniti dal costruttore, a tutto gennaio 2009, nel mondo sarebbero stati consegnati 69 esemplari di 415, inclusa la versione MP, con 49 velivoli operanti nella sola area del Mediterraneo.
Il 23 aprile 2013, la Flotta aerea antincendio dalla Protezione Civile, consistente in 19 esemplari di CL-415, venne consegnata e affidata al Dipartimento dei Vigili del Fuoco.
I piloti canadair italiani sono rappresentati dall'associazione  "GVC Gruppo Volo Canadair" ( www.gruppovolocanadair.it)

## Utilizzatori

Sgancio del carico di un Canadair CL-415 a Genova, durante gli incendi del settembre 2009.

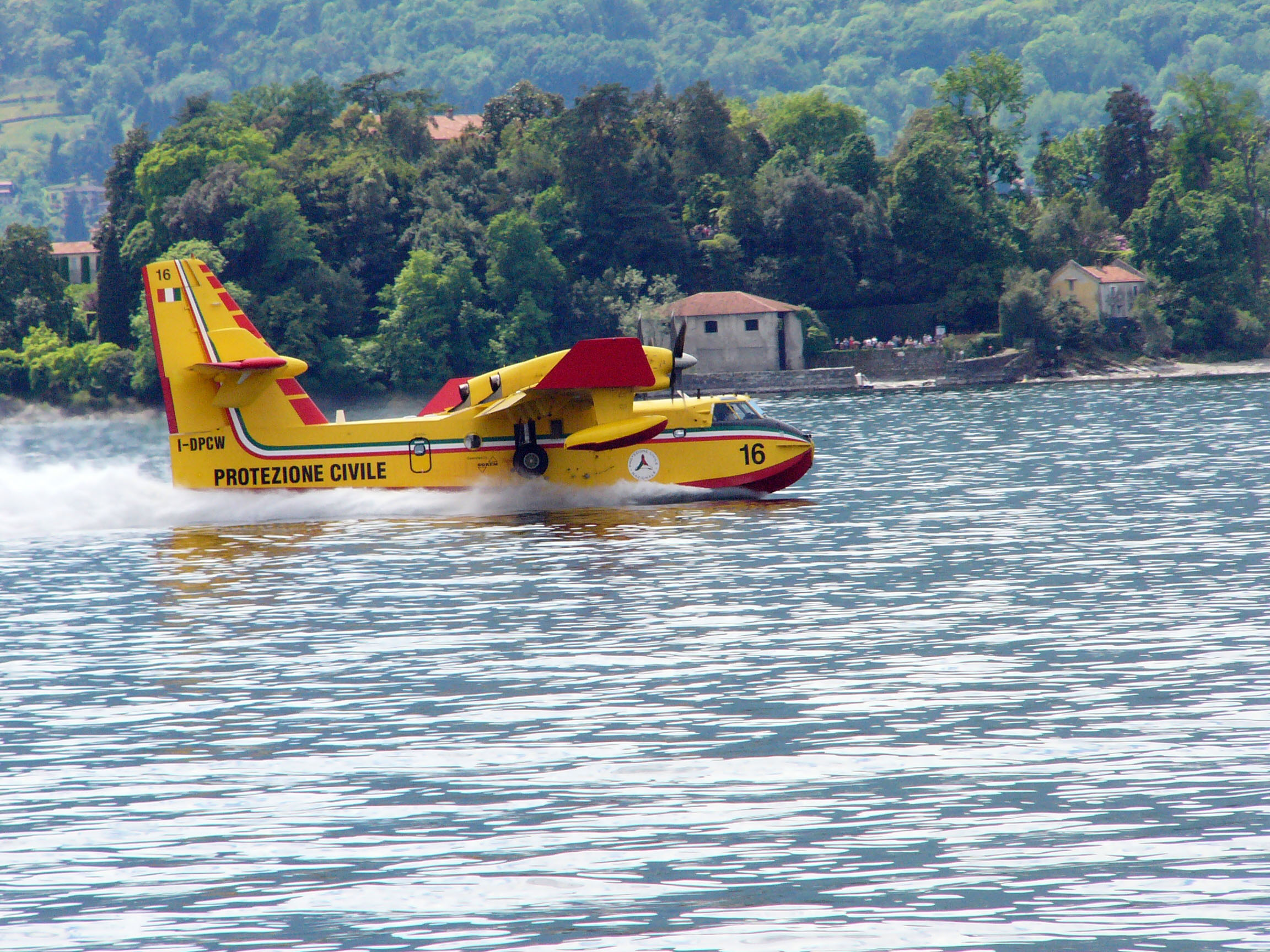
Un Bombardier 415 antincendio mentre ricarica la cisterna volando a pelo d'acqua nella zona di Verbania, sul Lago Maggiore.

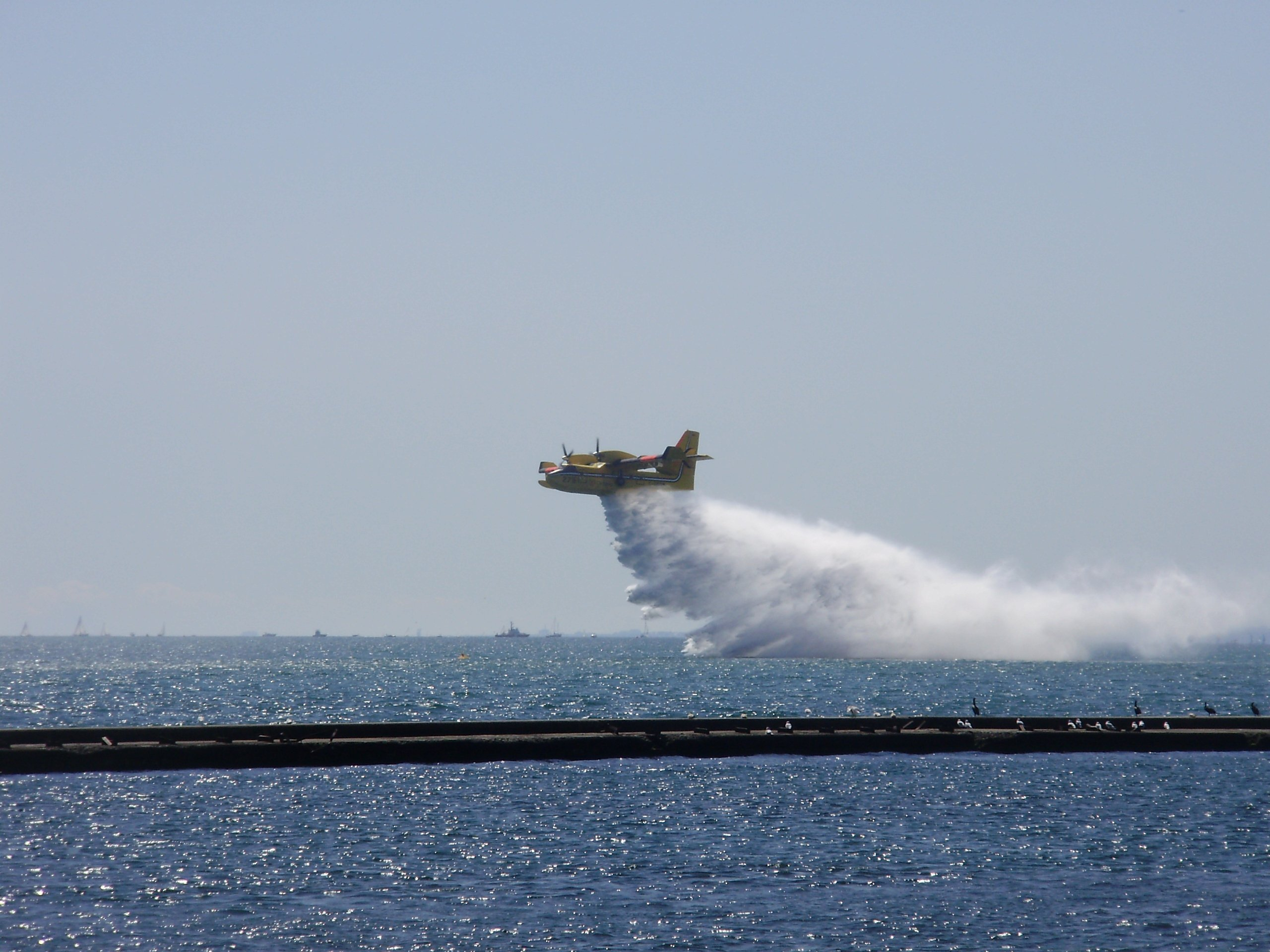
Un Bombardier 415 mentre svuota i suoi serbatoi sopra il lago Ontario.

### Civili
Stati Uniti
- Bridger Aerospace

6 CL-415EAF in organico al giugno 2023.

### Governativi
Canada
- Ministère de l'Énergie et des Ressources naturelles

opera con 8 esemplari.
- Ministry of Natural Resources (Ontario)

opera con 9 esemplari.
 Francia
- Securité civile

12 CL-415 in servizio al luglio 2020. 2 DHC-515 acquistati ad agosto 2024.
 Italia
- Ministero dell'interno - Corpo nazionale dei vigili del fuoco

opera con 18 esemplari in gestione ad Avincis: 13 in servizio sul suolo nazionale, 2 riservati alle missioni europee e 3 in manutenzione a rotazione con gli altri velivoli. Dei 19 CL-415 consegnati, il velivolo numerato 28 (marche I-DPCN) è stato perso in un incidente il 27 ottobre 2022.
- Dipartimento della Protezione Civile

tutti i velivoli da essa gestiti sono passati ai vigili del fuoco. In precedenza i velivoli numerati 22 (marche I-DPCK) e 19 (marche I-DPCX) sono andati perduti per incidente rispettivamente nel 2005 e nel 2007.
 Malaysia
- Malaysian Maritime Enforcement Agency

2 CL-415MP ordinati nel 2008, di cui uno consegnato nel dicembre dello stesso anno e uno nel novembre del 2009.
 Stati Uniti
- Los Angeles County Fire Department

ne affitta 2 dalla Provincia del Québec per l'uso durante la stagione degli incendi.
- San Diego County

ne affitta 2 dalla Provincia del Québec per l'uso durante il trimestre dal 13 settembre al 13 dicembre.

### Militari
Croazia
- Hrvatsko ratno zrakoplovstvo i protuzračna obrana

6 CL-415 consegnati, e tutti in servizio al marzo 2019. 2 DHC-515 Firefighter ordinati il 14 marzo 2024.
 Grecia
- Polemikí Aeroporía

1 CL-415GR consegnato ed in servizio al marzo 2021. Schierato nel 112 Combat Wing, 383 Squadron "Proteas", nella Base Aerea di Eleusi 7 nuovi DHC-515 Firefighter ordinati il 21 marzo 2024.
 Marocco
- Forces royales air

5 CL-415T, ricevuti tra il 2011 e il 2013, più ulteriori 3 acquisiti nel 2021, ottenuti aggiornando tre CL-215 allo standard CL-415EAF (Enhanced Aerial Firefighter).
 Portogallo
- Força Aérea Portuguesa

2 DHC-515 ordinati il 18 luglio 2024.
 Spagna
- Ejército del Aire

4 CL-415 ricevuti nel 2006 e tutti in servizio all'agosto 2020. Uno dei 4 CL-415 che sono in carico al 43 Grupo dell'Ejercito del Aire, è di proprietà del Ministero dell'Agricoltura. 7 nuovi DHC-515 Firefighter ordinati il 19 aprile 2024.

## Incidenti
L'alto margine di rischio collegato ai voli antincendio ha portato ad alcuni incidenti durante la vita operativa del velivolo:
- 17 novembre 1997 - un 415 della Securité Civile si schianta a Marsiglia, Francia, con un morto.
- 16 agosto 2003 - il velivolo con matricola I-DPCN della Protezione Civile Nazionale precipita ad Esine, Italia, senza vittime.[34]
- 8 marzo 2004 - un 415 della Securité Civile si schianta nel lago Sainte-Croix, Francia, con 2 morti.
- 18 marzo 2005 - il velivolo I-DPCK della Protezione Civile si schianta a Forte dei Marmi, Italia, con due morti.[35]
- 1º agosto 2005 - un 415 della Securité Civile precipita a Calenzana, con due morti.
- 23 luglio 2007 - un 415 della Ellenikì Polemikì Aeroporia si schianta a Dilesos, Grecia, con due morti.

Sempre nello stesso giorno (23 luglio 2007) uno di questi mezzi (I-DPCX) è precipitato per cause sconosciute all'interno del territorio del comune di Acciano (Aq) durante un intervento antincendio. Il Comandante del velivolo, Andrea Golfera, è morto sul colpo, mentre il co-pilota Daniele Rett è stato in pericolo di vita, ma è infine sopravvissuto ed è tornato ai comandi del 415. Successivamente, qualche organo di stampa ed alcuni sindacati dei piloti hanno rivelato come il personale di volo fosse stato sottoposto ad un allungamento dell'orario di volo da 24 a 48 ore settimanali dalla Protezione Civile, senza aver avuto l'assenso preventivo dell'ENAC, assenso che non sarebbe mai arrivato.
- 27 ottobre 2022 - il velivolo I-DPCN dei Vigili del Fuoco si schianta nei pressi di Linguaglossa, provocando la morte di entrambi i piloti e la perdita dell'aeromobile.[38]

## Velivoli comparabili
Canada
- Canadair CL-215

 Stati Uniti
- Consolidated PBY Catalina
- Grumman HU-16 Albatross
- Martin JRM Mars

 Cina
- Harbin SH-5
- AVIC AG600